# Morfydd
Nella materia di Bretagna, Morfydd (anche Morvydd o Morfudd) è la figlia di re Urien, e la sorella gemella di Owain mab Urien. Sua madre è identificata nelle Triadi gallesi nella dea Modron. Appare anche nel racconto Culhwch e Olwen.
Nella letteratura post-galfridiana, Owain diviene Yvain, e il ruolo di Modron viene ricoperto da Morgana, mentre Morfydd non compare.
Le Triadi narrano anche del suo amore di lunga durata per Cynon ap Clydno, un principe dell'Hen Ogledd, che nella letteratura successiva evolve nel personaggio del Cavaliere della Tavola Rotonda Sir Calogrenant.